# حرب بركة-هولاكو
حرب بركة-هولاكو هي حرب أهلية داخل الإمبراطورية المغولية نشبت بين اثنين من قادة المغول: بركة خان القبيلة الذهبية وهولاكو خان الإلخانات. وقد دارت رحى معظمها في منطقة جبال القوقاز سنوات عقد ال 1260 بعد تدمير بغداد في 1258. اتسمت الحرب بأنها بداية تفتت إمبراطورية المغول بعد وفاة مونكو خان.

## البداية
أعلن بركة خان اعتناقه الإسلام في 1252، ثم تولى الحكم سنة 1257 بعد وفاة سرتق بن باتو خان حيث كان يدين بالولاء لخان المغول الأعظم مثل أخيه باتو. ومع أن هولاكو كان على علم باعتناق بركة خان الإسلام، إلا أنه وبعد غزوه لبلاد فارس فقد دمر بغداد في 1258، وألحق العراق إلى إمبراطورية المغول متقدما باتجاه سوريا وسلطنة المماليك وبدأ بحرب استنزاف ضد المماليك.
فقد ألهب غضب بركة خان ازدياد الوفيات المشبوهة للأمراء الذهبيين الذين يخدمون هولاكو، ثم التوزيع غير المتكافئ لغنائم الحرب وأخيرا مجازر هولاكو ضد المسلمين خلال غزواته لفارس وغرب آسيا. ففكر بركة بدعم تمرد مملكة جورجيا ضد حكم هولاكو في 1259-1260، فبدأ بخطوة تمهيدية ان إرسل ابن أخيه نوغاي خان سنة 1259 للإغارة على بولندا لجمع الغنائم لتمويل الحرب. فنهبت عدة مدن بولندية بما في ذلك كراكوف وساندوميرز. وفي سنة 661 هـ / 1262-1263 م بدأ بركة خان بتبادل الرسل والكتب مع السلطان بيبرس سلطان مصر، كانت هذه التوترات المتصاعدة بين هولاكو وبركة بمثابة إنذار للوحدات القبلية الذهبية العاملة تحت لواء هولاكو بوجوب هربها، فقامت فرقة منها بالاتجاه إلى سهوب القبجاق، وفرقة أخرى إلى اجتازت خرسان، أما الثالثة فالتجأت لسوريا المملوكية حيث رحب بهم السلطان الظاهر بيبرس (1260-77)، والباقين الذين لم ينجوا بنفسهم فقد عاقبهم هولاكو بشدة في إيران. ثم اندلعت الحرب بين بركة وهولاكو.
وفي ذات السنة قتل مونكو خان في حملة عسكرية داخل الصين، وقد نقل عن المؤرخ رشيد الدين أن بركة خان قام بإرسال رسالة إلى مونكو خان احتجاجا على الهجوم على بغداد، (وهو لا يعرف أن مونكو قد لقي حتفه في الصين).

## الحرب
واجه الجيش الذي قاده ضباط هولاكو هزيمة منكرة في عين جالوت أمام المماليك سنة 1260 عندما كان هولاكو في منغوليا للمشاركة في اختيار خان المغول الجديد خلفا لمونكو. وبعد سماع أخبار الهزيمة بدأ يستعد للانتقام. فعاد بعد سنتين إلى أرضه في فارس، إلا أنه وقع في ربكة، فلم يتمكن من القيام بمواجهة ضخمة ضد المماليك بعدما نفذ بركة خان تهديده بشن الحرب ضد ابن عمه انتقاما لتدميره بغداد. فأعد بركة في سنة 660 هـ/1262 م جيشا تعداده ثلاثين ألف مقاتل وسار على رأسه قاصدا إيران وعلى مقدمته نوغاي خان قائد الجيش، فعبر دربند القوقاز، ثم اتجه صوب شروان وعسكر في ظاهرها، وعندما علم هولاكو بذلك قدم بجيشه إلى شماخي في شوال 660 هـ / أغسطس 1262 م وعلى مقدمته شيرامون نوين، فالتحم بجيش نوغاي وهزمه. وعند تلك المرحلة من المواجهات أرسل هولاكو مددا لقواته المقاتلة بقيادة ابنه أباقا ليغير على اراضي القبيلة الذهبية، فهاجم قائده تاباي قوات نوغاي بالقرب من سابوران على بعد فرسخ من شروان وانتصر عليها، وفر نوغاي وتحصن بالدربند. أتاح هذا الانتصار لقوات هولاكو أن تتقدم إلى شماخي وسيطرت عليها في (محرم 661 هـ/نوفمبر 1262 م)، فتابعت زحفها نحو الدربند، فأزاحت قوات نوغاي عن مواقعها وعبرت الدربند وطاردتها داخل أراضي الذهبيين، وتوغلت فيها مدة خمسة عشر يوما دون مقاومة. فاعتقد هولاكو أنه سيطر على أراضي عدوه، فأرسل ابنه أباقا بقوة عسكرية كبيرة ليغير على منازل السكان، فعبر نهر تيريك بشمال القوقاز. لكن بركة الذي أعاد تنظيم صفوفه انقض عليه وهزمه في جمادى الآولى 661 هـ / مارس 1263 م، وعندما حاول أباقا عبور النهر المتجمد انكسر الجليد وغرق أكثر الجيش، فهرب أباقا بشرذمة قليلة ووصل إلى شاران حيث والده بانتظاره وعادوا جميعا إلى بلادهم مسرعين. وقد اغتم هولاكو من الهزيمة، فأقدم على قتل جميع تجار عدوه الذين كانوا في بلاده، وأسرع بالتجهز لمحو آثارها.
كما أرسل بركة خان حملة بقيادة نيكودار إلى شرق أفغانستان وغزنة لإستعادة أراضي يسيطر عليها الإلخانات. ودعم أريق بوكا منافس قوبلاي ثم صاغ تحالفا مع مماليك مصر ضد الإلخانات. فعندما أرسل قائده نوخوي خان ليغزو الإلخانات، أرسل قوبلاي جيشا لدعم هولاكو، فأرسل الأخير جيشه بقيادة ابنه أباقا خان لمهاجمة القبيلة الذهبية ردا على حملتهم. وقد عانى كلا الطرفين من خسائر فادحة.
استسلم أريق بوكا لقوبلاي في سنادو يوم 21 أغسطس 1264، وذلك بعد أن اعترف خانات القبيلة الذهبية والجاغتاي بالنصر الحقيقي لقوبلاي وحكمه، وبعدها بدأ قوبلاي بالاستعداد لغزو أسرة سونغ.
أرسل بركة خان عبر إمارة بلغاريا التابعة له جيشا إلى البيزنطيين حلفاء الإلخانات بعد أسرهم لمبعوثين مصريين، فأجبر ملك بيزنطة ميخائيل لاسكاريس بالإفراج عن المبعوثين ومعهم السلطان السلجوقي كيكاوس الثاني الذي حاول اثارة اضطرابات في الأناضول بمساعدة بركة ولكنه فشل. ثم عقد ميخائيل الثامن معاهدة صداقة مع القائد المغولي نوغاي خان سنة 1272 مما مكنه من تجاوز البلغار ولا يمكنهم التحرش بأراضي بيزنطة. وتزوج نوغاي من ابنة غير شرعية للإمبراطور، فبذل له الإمبراطور الهدايا، فتوطدت العلاقات بينه وبين الذهبيين والمماليك، وازدادت السفارات بين المماليك ومغول القبجاق.
لمواجهة الاضطرابات والأزمة السياسية في الخانات الغربية أرسل قوبلاي خان تعزيزات ب30,000 من المغول الشباب لمساعدة هولاكو في تحقيق الاستقرار. وما أن توفي هولاكو في 8 فبراير 1264 حتى قام نوغاي باجتياز الدربند ونهر كور سنة 664 هـ/ 1266 م، إلا أنه تعرض لهزيمة قاسية على يد أباقا فارتد إلى شيروان. ثم لم يلبث أن قام بركة من جديد على رأس جيش كثيف وتوجه نحو تفليس لكنه توفي في الطريق في ربيع الآخر 665 هـ / ديسمبر 1266 م فارتدت عساكره. وبعد تلك الوفيات بعدة أشهر توفي ألغو حاكم خانية جغتاي.
بالرغم من هذا الفراغ المفاجئ للسلطة قد أعفى قوبلاي من السيطرة على الخانات الغربية. وقد رفض قوبلاي خان أن يكتب اسم بركة على انه خان للقبيلة الذهبية في النسخة الرسمية الجديدة لتاريخ الأسرة وذلك بسبب دعمه لأريق بوكا وحربه مع هولاكو، إلا أنه اعترف اعترافا كاملا بأسرة جوجي على أنهم أعضاء شرعيون في العائلة.